# Mario Stanić
Mario Stanić est un footballeur international croate né le 10 avril 1972 à Sarajevo en Bosnie-Herzégovine.
Il termine meilleur buteur du Championnat de Belgique en 1996. Il est obligé de prendre sa retraite en 2004 à cause d'une grave blessure au genou.

## Palmarès

### En club
- Championnat de Croatie :
  - Champion en 1993 (Dinamo Zagreb).
- Jupiler League :
  - Champion en 1996 (FC Bruges).
- Coupe de Belgique :
  - Vainqueur en 1996 (FC Bruges).
- Supercoupe de Belgique :
  - Vainqueur en 1996 (FC Bruges).
- Coupe d'Italie :
  - Vainqueur en 1999 (Parme FC).
- Coupe UEFA : 
  - Vainqueur en 1999 (Parme FC).
- Supercoupe d'Italie :
  - Vainqueur en 1999 (Parme FC).
- Trophée Birra Moretti :
  - Vainqueur en 1999 (Parme FC).

### En sélection
- 2 sélections et 0 but avec l'équipe de Yougoslavie[1].
- 49 sélections et 7 buts avec l'équipe de Croatie[2].
- Troisième de la Coupe du monde 1998 avec la Croatie.

### Individuel
- Meilleur buteur de la Jupiler League en 1996 avec 20 buts.